# Ryszard Franciszek Makowski

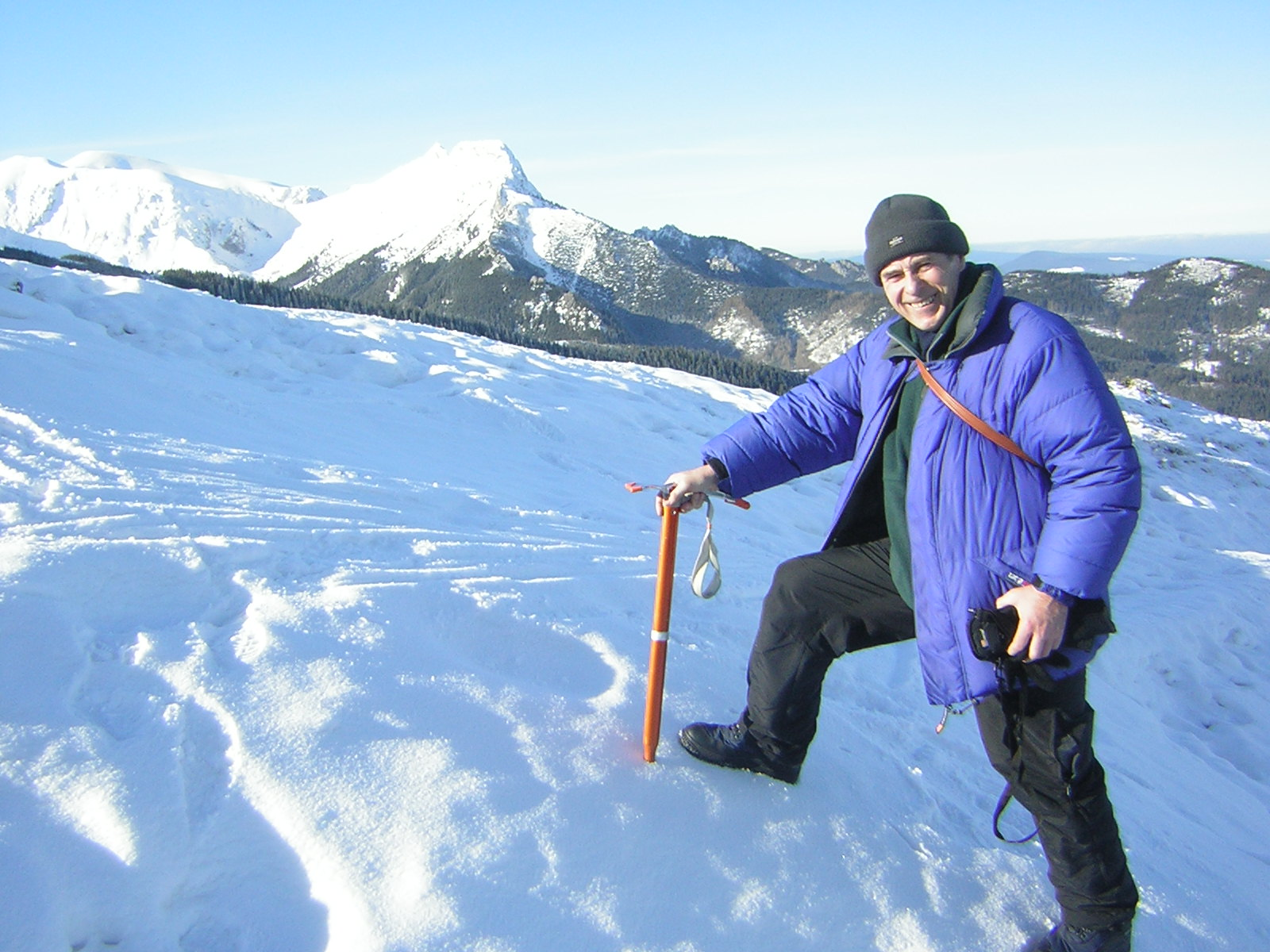
Ryszard Makowski na jednej ze swych górskich wypraw

Ryszard Makowski (ur. 3 grudnia 1948 w Ostródzie) – pedagog, wychowawca, propagator resocjalizacji poprzez turystykę kwalifikowaną i wychowania przez sztukę, syn Stanisława i Haliny Makowskich, mąż Jadwigi i ojciec czworga dzieci.
Dzieciństwo i młodość spędził w Łasi, tam też uczęszczał do szkoły podstawowej. Następnie podjął naukę w Liceum Pedagogicznym w  Różanie, a po obligatoryjnej reorganizacji tychże szkół przeniósł się do Liceum Pedagogicznego w  Pułtusku. Jest absolwentem Wyższej Szkoły Pedagogiki Specjalnej w Warszawie.
Rozpoczynał pracę jako nauczyciel w Szkole Podstawowej w Sielcu. Następnie przez dwa lata pracował w Ośrodku Szkolno-Wychowawczym dla Dzieci Niewidomych w Bydgoszczy, a także w Domu Dziecka w Ostrołęce.
Jako wieloletni wychowawca i dyrektor Zakładu Poprawczego i Schroniska dla Nieletnich w Laskowcu promował resocjalizację poprzez turystykę kwalifikowaną (zob. też sztuka przetrwania), którą nazywa twardą szkołą charakteru. Turystyce resocjalizacyjnej przypisuje wiele funkcji m.in.: profilaktyczną, diagnostyczną, korekcyjną, kompensacyjną, integrującą, terapeutyczną, ortodydaktyczną. Zorganizował kilkaset regionalnych i ogólnopolskich rajdów, spływów, wycieczek i szkoleń z zakresu turystyki kwalifikowanej. Ponadto propagował formę wychowania i resocjalizacji poprzez sztukę. Ucieleśnieniem tego pomysłu stała się organizacja okręgowych a potem ogólnopolskich "Przeglądów Dorobku Artystycznego Zakładów Poprawczych i Schronisk dla Nieletnich" w Wojewódzkim Domu Kultury w Ostrołęce. Po zakończeniu pracy w zakładzie jako praktyk rozpoczął działalność akademicką.
Od ok. 2002 związany z Kolegium Nauczycielskim w Międzylesiu i Akademią Pedagogiki Specjalnej im. Marii Grzegorzewskiej, w której prowadzi zajęcia ze studentami.

## Odznaczenia i wyróżnienia[1]
- Odznaka Za zasługi dla województwa ostrołęckiego (1983)
- Brązowa Odznaka Zasłużony działacz turystyki (1985)
- Honorowa Odznaka Ruchu Przyjaciół Harcerstwa (1987)
- Srebrna Odznaka Zasłużony w pracy PTTK wśród młodzieży (1987)
- Srebrna Honorowa Odznaka PTTK (1989)
- Srebrna Odznaka Zasłużony działacz turystyki (1993)
- Złota OTP
- Złota GOT
- Medal Komisji Edukacji Narodowej (1998)
- Specjalny Dyplom Ministra Sprawiedliwości oraz Dyrektora Departamentu za całokształt pracy resocjalizacyjnej oraz innowacyjny styl kierowania Zakładem Poprawczym i Schroniskiem dla Nieletnich w Laskowcu (1999)

## Publikacje
- Spostrzeżenia dotyczące obozu studentów WSPS w Zakładzie Poprawczym w Laskowcu ("Szkoła Specjalna" nr 2/1983)
- Turystyczna szkoła charakterów ("Problemy Opiekuńczo-Wychowawcze", nr 2/2005, s. 19-23)
- Przepraszam Cię mamo ("Charaktery" nr 7/2005)
- Po co chodzić po górach ("Wychowawca" nr 6/2006)
- Zimą na grzyby poradnik (ebook), wydawnictwo EscapeMagazine.pl, 2007, ISBN 978-83-60320-37-2
- Za murami poprawczaka. Wydawnictwo Łośgraf, 2009, ISBN 978-83-87572-09-9